# Роберт Вільям Голлі
Ро́берт Ві́льям Го́ллі (англ. Robert William Holley; 28 січня 1922, Урбана, Іллінойс — 11 лютого 1993, Лос-Гатос, Каліфорнія, США) — американський біохімік, лавреат Нобелівської премії з медицини та фізіології 1968 року (спільно з Гаром Хорана і Маршаллом Ніренбергом) «за розшифровку генетичного коду і його ролі в синтезі білків», зокрема внеском Голлі був опис послідовності й структури тРНК аланіну, першої молекули РНК, для якої була встановлена структура.